# Thalía (2003)
Thalía (2003) je první anglické Album a řadově desáté Studiové album Mexické zpěvačky Thalíe, které vyšlo 8, července 2003. Celosvětově se prodalo tohoto alba 3 miliony kopií.

## Seznam písní
1. "I Want You" (featuring Fat Joe) – 3:54
2. "Baby, I'm in Love" – 3:54
3. "Misbehavin'" – 3:38
4. "Don't Look Back" – 3:15
5. "Another Girl" – 3:46
6. "What's It Gonna Be Boy?" – 3:40
7. "Closer to You" – 3:56
8. "Save the Day" – 3:45
9. "Tú y Yo" (Anglická verze) – 3:43
10. "Dance Dance (The Mexican)" (Hex Hector Club Mix) (Extended Version) – 8:46
11. "Me Pones Sexy (I Want You)" ("I Want You") (featuring Fat Joe) – 3:46
12. "Alguien Real (Baby, I'm in Love)" – 3:56
13. "Cerca de Ti (Closer to You)" – 3:57
14. "Toda la Felicidad (Don't Look Back)" – 3:17